# Janusz Moszyński
Janusz Leonard Moszyński (ur. 17 maja 1956 w Siemianowicach Śląskich) – polski polityk, samorządowiec, w latach 2006–2008 marszałek województwa śląskiego, w latach 2019–2020 pełniący funkcję prezydenta Gliwic.

## Życiorys
Ukończył studia na Wydziale Architektury Politechniki Śląskiej. W latach 80. pracował m.in. jako asystent projektanta. Działał w opozycji demokratycznej, w stanie wojennym został internowany na okres 2,5 miesiąca.
Od 1990 do 1991 i w latach 1998–2006 pełnił funkcję zastępcy prezydenta Gliwic. Od 1990 do 2002 zasiadał także w gliwickiej radzie miasta.
Należał kolejno do Kongresu Liberalno-Demokratycznego i Unii Wolności. Bezskutecznie kandydował na posła w 1991, 1993 i 1997. Dołączył później do Platformy Obywatelskiej. Z jej listy w 2001 bez powodzenia kandydował do Sejmu, a w 2004 do Parlamentu Europejskiego. W 2006 uzyskał mandat radnego sejmiku śląskiego, następnie wybrano go na stanowisko marszałka województwa. W 2007 odszedł z PO, powołując nowe lokalne ugrupowanie Samorządowa Inicjatywa Obywatelska. W styczniu 2008 został odwołany z pełnionej funkcji.
W 2009 bez powodzenia kandydował do PE, był liderem listy Polskiego Stronnictwa Ludowego w okręgu śląskim. Zasiadał we władzach krajowych Ruchu Obywatelskiego „Polska XXI”. Podjął pracę jako główny specjalista ds. inwestycji w centrum Sportu i Wypoczynku TUR w Gliwicach.
W październiku 2019, w związku z wygaśnięciem mandatu prezydenta Gliwic Zygmunta Frankiewicza, który został wybrany na senatora X kadencji, prezes Rady Ministrów Mateusz Morawiecki powołał Janusza Moszyńskiego na stanowisko pełniącego funkcję prezydenta Gliwic. W styczniu 2020 ubiegał się z ramienia lokalnego komitetu o wybór na prezydenta Gliwic. W wyborach, które zakończyły się w pierwszej turze zwycięstwem Adama Neumanna, zajął drugie miejsce z wynikiem około 25% głosów. Zakończył urzędowanie 9 stycznia 2020.

## Odznaczenia
W 2012 otrzymał Krzyż Wolności i Solidarności, w 2020 Krzyż Oficerski Orderu Odrodzenia Polski, a w 2022 Medal Stulecia Odzyskanej Niepodległości.